# 2020 CD3
2020 CD₃, auch bekannt unter der Bezeichnung C26FED2, ist ein winziger erdnaher Asteroid. Er war bis Anfang März 2020 temporärer Satellit der Erde.

## Entdeckung
Der Asteroid wurde am 15. Februar 2020 von den Astronomen Theodore Pruyne und Kacper Wierzchos im Rahmen des Mount Lemmon Survey oder des Catalina Sky Survey am Mount Lemmon Observatory entdeckt. Die Entdeckung des Asteroiden wurde am 25. Februar 2020 vom Minor Planet Center verkündet, nachdem Beobachtungen die Möglichkeit ausgeschlossen hatten, dass das Objekt künstlich ist. Es ist nach dem 2006 entdeckten 2006 RH120 der zweite temporäre Satellit der Erde, der in situ entdeckt wurde. Aufgrund seiner vorläufig bestimmten Umlaufbahn wurde 2020 CD3 möglicherweise zwischen 2017 und 2018 von der Erde erfasst.
Um den 7. März 2020 verließ der „Minimond“ die Erdumlaufbahn wieder.

## Charakteristik
2020 CD3 hat eine absolute Helligkeit von 32, was darauf hinweist, dass er sehr klein ist. Unter der Annahme, dass 2020 CD3 eine niedrige Albedo aufweist, die für dunkle kohlenstoffhaltige Asteroiden vom C-Typ charakteristisch ist, liegt sein Durchmesser wahrscheinlich bei 1,9 bis 3,5 Metern. Das Minor Planet Center klassifiziert 2020 CD3 als Amor-Asteroiden, da er die Sonne jenseits der Erde umkreist, obwohl die JPL Small-Body Database es als Teil der erdbahnüberquerenden Apollo-Gruppe von Asteroiden betrachtet.
Laut dem Überwachungssystem für erdnahe Objekte Sentry besteht zwischen den Jahren 2061 und 2118 eine Chance von 2,2 % für eine Kollision mit der Erde. 2020 CD3 ist damit nach 2010 RF12 der Asteroid mit der höchsten Wahrscheinlichkeit für eine Kollision mit der Erde, welche aufgrund der Größe aber kaum Auswirkungen hätte.